# アルフォンソ5世 (アラゴン王)
アルフォンソ5世（西：Alfonso V, 1396年 - 1458年6月27日）は、アラゴン国王、バレンシア国王、バルセロナ伯、シチリア国王（在位：1416年 - 1458年）、およびナポリ国王（アルフォンソ1世、在位：1442年 - 1458年）。カタルーニャ語名ではアルフォンス5世（Alfons IV, バルセロナ伯としては4世）。アラゴン国王フェルナンド1世と王妃レオノール・デ・アルブルケルケの長男。アラゴン国王兼ナバラ国王フアン2世の兄。
様々な階層の対立が渦巻くアラゴン連合王国の国内政治に興味がなく、地中海方面に目を奪われナポリ王国を征服、亡くなるまでそこに留まった。アルフォンソ5世のこうした姿勢は連合諸国の不安定さに拍車をかけ、次の代に内乱を引き起こす元となる。一方、ナポリでは人文主義者を積極的に招き入れルネサンスを根付かせた。

## 生涯

### カスティーリャとの関わり
父フェルナンドは元はカスティーリャ王子であり、アルフォンソもカスティーリャのメディナ・デル・カンポで生まれた。1415年、伯父のカスティーリャ国王エンリケ3世と王妃カタリナの長女で従妹に当たるマリア・デ・カスティーリャと結婚し、翌1416年に父の死によって王位を継承した。なお、1418年に妹マリアが妻の弟で従弟であるカスティーリャ国王フアン2世と結婚、1420年には弟エンリケが妻の妹カタリナと結婚、アラゴンとカスティーリャは3組の結婚で結び付いた。
父がカスティーリャの摂政だった縁を利用してカスティーリャへの干渉を行い、有力貴族と気脈を通じていた。アルフォンソは2人の弟フアンとエンリケと共に「アラゴンの王子たち」 (Infantes de Aragón) と呼ばれ、カスティーリャ国王フアン2世は彼らの圧迫に苦しめられた。特にフアンとエンリケはカスティーリャにのめりこんで反乱を引き起こしたり、エンリケに至っては1418年にフアン2世の誘拐までして、カスティーリャに悪影響を及ぼした。

### 地中海諸国の遠征
アルフォンソ5世は貴族対中小商人・職人、ラメンサと呼ばれる農民の一揆で動揺しているアラゴン国内に背を向け、即位後はたびたび地中海諸国、特にイタリアへの遠征を行い、ジェノヴァ共和国とのサルデーニャ島やコルシカ島を巡る抗争（1420年）やナポリ王国の獲得に執心した。また、宗教問題にも関わっており、対立教皇ベネディクトゥス13世を1423年にペニスコラ城で亡くなるまで保護、続いて即位したクレメンス8世を側近のアルフォンソ・デ・ボルハ（後の教皇カリストゥス3世）の働きで1429年に退位させた。
初めは地中海の覇権やアフリカ、大西洋貿易を巡りカタルーニャ（アラゴン連合王国の構成国）と激しく対立するジェノヴァの排除を狙った政策だったが、1421年には嗣子のいないナポリ女王ジョヴァンナ2世から王位継承者に一旦指名され、この時からナポリ王位を志向するようになる。ところが、ほどなくジョヴァンナ2世は変心して、アンジュー公兼プロヴァンス伯ルイ3世を後継者に指名、排除されたアルフォンソ5世はやむなくアラゴンへ帰国した。戻ってからはカスティーリャへの干渉を再開したが、アラゴン議会が軍事費がかかり過ぎることを理由に反対したため、1430年にカスティーリャと休戦協定を結びこちらも断念した。

### ナポリ継承戦争
1432年に再びナポリ王位継承権を要求したが、教皇エウゲニウス4世を始め、ミラノ公フィリッポ・マリーア・ヴィスコンティ、ジェノヴァ、ヴェネツィア共和国、フィレンツェ共和国といったイタリア諸国に反対され挫折した。ルイ3世はジョヴァンナ2世に先立って1434年に死去、翌1435年にジョヴァンナ2世も死去した後、ナポリ王位をルイ3世の弟ルネが継承すると、アルフォンソ5世はカタルーニャ艦隊を率いて再度地中海遠征を敢行、宿敵ジェノヴァにポンツァ島で海戦を挑んだ（ポンツァ島の戦い）。結果はアラゴンの大敗で、アルフォンソ5世はミラノ公の捕虜となった。しかしミラノ公へ身代金を支払い、相互支援の密約も取り付けたため釈放され、ナポリ王位獲得のチャンスが再び巡ってきた。
釈放後7年間はルネやその妻イザベル・ド・ロレーヌとナポリを奪い合う戦争を繰り広げた。ルネにはエウゲニウス4世の支持があったが、アルフォンソ5世は反ルネ派のナポリ貴族とミラノ公からの支持、およびアラゴン本国の支援で戦い抜き、1442年にルネをナポリから駆逐し、王位を獲得した。翌1443年にボルハの外交交渉でエウゲニウス4世とも和睦、ナポリ王位を承認された。こうしてナポリはアラゴン連合王国に組み入れられた。

### ナポリ王即位後
ナポリ王国の獲得以後、アルフォンソ5世は死ぬまでナポリに留まり、アラゴンやカタルーニャには戻らなかった。連合王国の中心はナポリへ移り、支持者の地元貴族に特権を与え彼らの勢力を増大させた。一方、各王国に国王が任免出来る総督（副王）を設置、総督を統べる国王顧問会議や司法と行政の中枢にボルハなどアラゴン・カスティーリャ人を登用して支配基盤を固めた。文化も奨励され、アルフォンソ5世は古典文学、フランドル絵画（初期フランドル派）や彫刻などに関心を寄せ、ファン・エイク兄弟やドナテッロなどの作品を収集、キケロ、ウェルギリウス、セネカの著作にも親しみ、図書館を造営してサロンを形成、人文主義者のパトロンとして彼らを保護、ナポリの宮廷には文人や芸術家たちが集められ、ルネサンス文化が花開いた。やがてそれはイベリア半島にもルネサンスが普及するきっかけとなった。
アルフォンソ5世がアラゴンを顧みない態度を取ったことは、アラゴンの混乱を助長させた。アラゴンやカタルーニャの統治は弟フアンと王妃マリアに委ねられたが、フアンがナバラ王になるとマリアが単独の摂政として統治責任が増大した。また、ナポリは元来の領土ではなかったため王領や財政基盤がなく、アラゴン連合王国がナポリへ財政支援して窮乏する羽目に陥り、階層間の対立が深刻化していった。マリアからはアラゴンに戻ってほしいと手紙で懇願されるも、アルフォンソ5世は無視し続けたばかりかイタリアにさらなる紛争を仕掛け、チュニジア・エジプト遠征、オスマン帝国の侵略に晒されたバルカン半島の救援（実現せず）、ミラノの後継者争いに介入してフィレンツェと対立（1450年に休戦）、とイタリアの覇権をかけて積極的に動いていった。また、フアンの息子ビアナ公カルロスが父と不仲になると、彼をナポリへ迎え入れている。
アルフォンソ5世の下で多大な貢献を果たしたボルハに対してはバレンシア司教任命、枢機卿就任の後押しで報いた。しかし彼が1455年に教皇カリストゥス3世として即位すると、十字軍やイタリアの権益を巡って対立した。奇しくもアルフォンソ5世が死去した1458年にカリストゥス3世も死去した。
ともにノルマン・シチリア王国の後継国家であるシチリア王国（トリナクリア王国）とナポリ王国の王を兼ねたアルフォンソ5世は「両シチリア王」（羅: Rex Utriusque Siciliae）を称したが、両王国を再統合したわけではなかった。アルフォンソ5世の死後、甥であるフェルナンド2世（ビアナ公カルロスの異母弟）が1504年に再征服を行うまでの間、ナポリ王国は再び独自の王を戴くことになった。
1458年、ナポリで死去した。マリアとの間に嫡子はなく、アルフォンソ5世の死後はナポリ王位を庶子フェルディナンド1世が継承し、アラゴンやシチリアなどの君主位はナバラ王となっていた弟フアン2世が継承した。